# Darnycja (przedsiębiorstwo)
Darnycja (ros. Дарница, ukr. Дарниця) – ukraińskie przedsiębiorstwo farmaceutyczne, z siedzibą w Kijowie.
Poprzednikiem spółki była filia Ukraińskiego Instytutu Endokrynologii Eksperymentalnej, założona w Kijowie w 1930 roku. Na bazie instytutu w 1954 roku utworzono spółkę o nazwie Chemiczno-Farmaceutyczna Fabryka „Darnica” (химико-фармацевтический завод «Дарница»). W 1976 roku przeprowadzono reorganizację przemysłu farmaceutycznego w ZSRR. Powstało wówczas Kijowskie Zrzeszenie Produkcji Chemicznej i Farmaceutycznej Darnica (Киевское производственное химико-фармацевтическое объединение «Дарница») w skład którego weszły m.in. Chemiczno-Farmaceutyczna Fabryka „Darnica”, oraz Kijowska Fabryka Witamin.
Darnycja jest jednym z największych ukraińskich przedsiębiorstw farmaceutycznych – największym pod względem wielkości sprzedaży (14,4% sprzedanych produktów), a czwartym pod względem wartości sprzedaży (3,3% udziału w rynku). Przychody netto za 2019 rok wyniosły 3,3 mld hrywien.
Głównymi akcjonariuszami firmy jest rodzina Zagorij, przewodniczącym rady nadzorczej był Gleb Zagorij, deputowany do Rady Najwyższej Ukrainy z Bloku Petra Poroszenki w latach 2014–2019.